# منطقه بری
منطقه بری (به لاتین: Bheri Zone) یک منطقه در نپال است.